# Eurocup-3
Der Eurocup-3 ist eine Automobilrennserie nach dem FIA-Formel-Regional-Reglement in Europa. Die Meisterschaft wurde 2023 das erste Mal ausgetragen.

## Geschichte
Die Meisterschaft wurde Ende 2022 als kostengünstigere Alternative zur Formula Regional European Championship als auch der Euroformula Open gegründet.

## Sportliches Reglement

### Ablauf des Rennwochenendes
Ein Rennwochenende besteht aus zwei 40-minütigen freien Trainings, welche an einem Samstag stattfinden. Daraufhin folgt am selben Tag ein 15-minütiges Qualifying zur Ermittlung der Startaufstellung für das erste Rennen. Das zweite Qualifying findet am Sonntag statt und bestimmt die Startaufstellung zum zweiten Rennen. Alle zwei Rennen dauern jeweils 30 Minuten mit einer weiteren finalen Rennrunde und werden am Sonntag abgehalten.

### Punkteverteilung
Die Punktewertung orientiert sich am aktuellen Punktesystem der Formel 1. Somit erhält der Sieger eines Rennens 25, der Zweite 18, der Dritte 15 Punkte bis hin zum Zehntplatzierten, welcher den letzten Punkt erhält. Es werden zwei Zusatzpunkte für die Pole-Position und einen Zusatzpunkt für die schnellste Rennrunde verteilt. In die Teamwertung fließen die zwei besten Rennfahrer pro Rennen ein, inklusive der gesammelten Zusatzpunkte.
| Punkteverteilung | Punkteverteilung | Punkteverteilung | Punkteverteilung | Punkteverteilung | Punkteverteilung | Punkteverteilung | Punkteverteilung | Punkteverteilung | Punkteverteilung | Punkteverteilung | Punkteverteilung | Punkteverteilung |
| ---------------- | ---------------- | ---------------- | ---------------- | ---------------- | ---------------- | ---------------- | ---------------- | ---------------- | ---------------- | ---------------- | ---------------- | ---------------- |
| Platz            | 1                | 2                | 3                | 4                | 5                | 6                | 7                | 8                | 9                | 10               | PP               | SR               |
| Punkte           | 25               | 18               | 15               | 12               | 10               | 8                | 6                | 4                | 2                | 1                | 2                | 1                |

### Superlizenz-Punkte
Die Rennserie vergibt keine Superlizenz-Punkte.

## Technisches Reglement

### Chassis

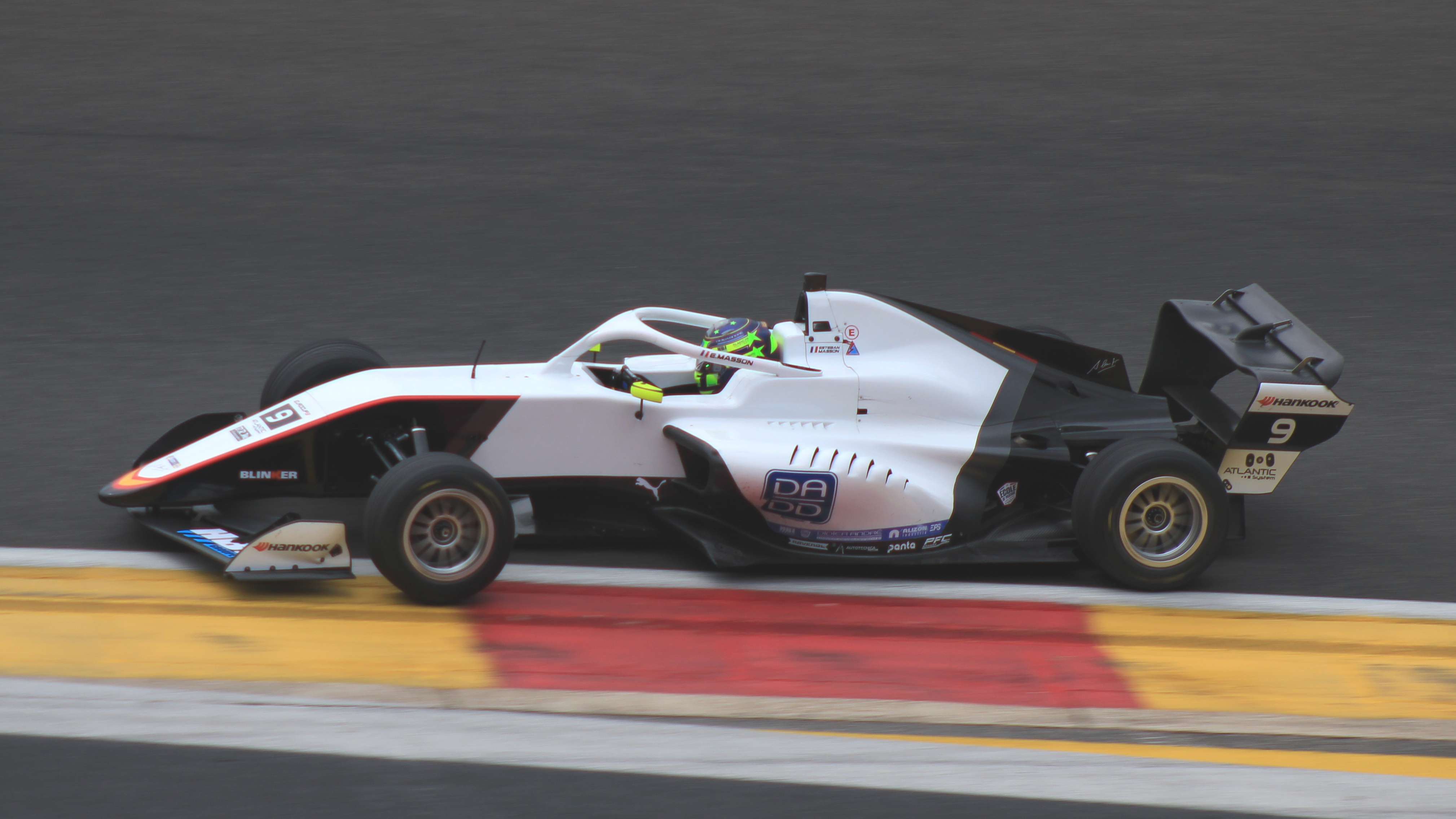
Ein im Eurocup-3 eingesetzter Tatuus F3 T-318-EC3 (hier im Bild Esteban Masson 2023)

In der Meisterschaft wird als Chassis das F3 T-318-EC3 von Tatuus verwendet. Die Chassis sind Monocoques aus kohlenstofffaserverstärktem Kunststoff und haben eine Reihe von neuen Sicherheitsmerkmalen, darunter das Halo-System und einen verbesserten Seitenaufprallschutz. Das Chassis ist beinahe baugleich mit dem in der Formula Regional European Championship eingesetzten Wagen, einzig Batterie, Bodykit (Seitenkästen sowie Front- und Heckflügel) und Ladeluftkühler wurden verändert; dadurch ist die EC3-Spezifikation um 25 kg leichter. Als Aufhängung werden Doppelquerlenkerachse mit innenliegenden Federn und Stoßdämpfern, betätigt über Schubstangen, eingesetzt.

### Motor und Getriebe
Als Motor wird ein aufgeladener 1,75-Liter-Pratola-Serra-1750-TBi-F3R-Turbomotor von Alfa Romeo verwendet, der von Autotecnica vorbereitet wird und 272 PS (200 kW) bei einer Drehzahl von 6.000/min leistet. Weiters existiert ein Push-to-Pass-System, welches für eine kurze Zeit weitere 25 PS an Motorleistung freigibt. Als Getriebe wird ein sequenzielles Sechsgangschaltgetriebe eingesetzt, geschaltet wird mit Schaltwippen am Lenkrad.

### Reifen
Als Bereifung kommen Slicks von Hankook zum Einsatz.

## Bisherige Meister
| Jahr | Meister        | Punkte | Zweiter      | Punkte | Dritter          | Punkte | Rookie         | Punkte | Bestes Team   | Punkte | Quelle |
| ---- | -------------- | ------ | ------------ | ------ | ---------------- | ------ | -------------- | ------ | ------------- | ------ | ------ |
| 2023 | Esteban Masson | 273    | Mari Boya    | 243    | Sebastian Øgaard | 222    | Bruno del Pino | 326    | Campos Racing | 516    | [ 5 ]  |
| 2024 | Javier Sagrera | 250    | Christian Ho | 248    | Bruno del Pino   | 209    | Christian Ho   | 248    | MP Motorsport | 561    | [ 6 ]  |